# ڈ
Ḍāl (ڈ) – litera rozszerzonego alfabetu arabskiego, wykorzystywana w językach: kaszmirskim, urdu i pendżabskim. Używana jest do oznaczenia dźwięku [ɖ], tj. spółgłoski zwartej z retrofleksją dźwięcznej. 

## Postacie litery
| Postać: | izolowana | końcowa | środkowa | początkowa |
| ------- | --------- | ------- | -------- | ---------- |
| Wygląd: | ڈ‬         | ـڈ‬      | ـڈ‬       | ڈ‬          |

## Kodowanie
| Znak                   | ڈ                  | ڈ                  |
| ---------------------- | ------------------ | ------------------ |
| Nazwa w Unikodzie      | Arabic Letter Ddal | Arabic Letter Ddal |
| Kodowanie              | dziesiątkowo       | szesnastkowo       |
| Unicode                | 1672               | U+0688             |
| UTF-8                  | 218 136            | da 88              |
| Odwołania znakowe SGML | &#1672;            | &#x0688;           |